# Gewog di Bardho
Il gewog di Bardho è uno degli otto raggruppamenti di villaggi del distretto di Zhemgang, nella regione Meridionale, in Bhutan.